# Ак-Кудук (Нарынский район)
Ак-Кудук (кирг. Ак-Кудук) — село в Нарынском районе Нарынской области Кыргызстана. Входит в состав Ак-Кудукского аильного округа.
Население в 2009 году составляло 631 человек.
Находится в зоне ожидаемых землетрясений II-категории опасности с возможной балльностью 5-7 единиц.